# Cnissostages oleagina
Cnissostages oleagina is een vlinder uit de familie van de Psychidae. De wetenschappelijke naam van de soort is voor het eerst geldig gepubliceerd in 1863 door Zeller.